# IC 3122
IC 3122 је спирална галаксија у сазвјежђу Береникина коса која се налази на листи објеката дубоког неба у Индекс каталогу.
Деклинација објекта је + 25° 13' 2" а ректасцензија 12h 18m 21,4s. Привидна величина (магнитуда) објекта IC 3122 износи 13,9 а фотографска магнитуда 14,7. Налази се на удаљености од 82,990 милиона парсека од Сунца. IC 3122 је још познат и под ознакама UGC 7341, MCG 4-29-62, CGCG 128-73, PGC 39519.